# Haven (série de televisão)
Haven (ou Refúgio) é uma série televisiva americana / canadense, um drama sobrenatural baseado em um livro de romance do escritor Stephen King: The Colorado Kid (2005). A série, que lida com estranhos acontecimentos em uma cidade fictícia em Maine chamada Haven, é filmada na costa sul da Nova Scotia , no Canadá, e é uma co-produção americana / canadense. É estrelado por Emily Rose, Lucas Bryant, Eric Balfour, cujo personagens lutam para ajudar as pessoas problemáticas (The Troubles) e proteger a cidade contra os efeitos dos problemáticos. A Série e uma criação dos escritores Jim Dunn e Sam Ernst.
O drama de uma hora estreou em 9 de julho de 2010, no canal Syfy. A série foi a primeira propriedade a ser produzida pelo canal pago da Syfy em todo o mundo, exceto Canadá e Escandinávia.  Em 12 de outubro de 2011, foi renovada para uma terceira temporada de 13 episódios, que começou a ser exibida em 21 de setembro de 2012. Em 9 de novembro de 2012, foi renovada para uma quarta temporada de 13 episódios. Em 28 de janeiro de 2014, a série foi renovada para um quinta temporada de 26 episódios divida em 13 episódios. A primeira metade foi ao ar em 2014 com a segunda metade programada para ir ao ar em 2015.

## Enredo
Quando a Agente Especial do FBI Audrey Parker (Emily Rose (atriz)) é despachada para a pequena cidade de Haven, no Maine, em um caso de rotina, ela logo encontra-se cada vez mais envolvida no retorno dos problemáticos e das perturbações "The Troubles", uma praga de aflições sobrenaturais  que têm ocorrido na cidade ao menos outras duas vezes. Sendo a única a saber quando algo sobrenatural ocorre, Parker encontra uma ligação mais pessoal em Haven que pode levá-la a encontrar sua mãe que ela nunca conheceu.
Ao longo do tempo, Parker, que se demitiu do FBI para se juntar ao Departamento de Polícia Haven, começa a perceber que sua chegada em Haven pode ter sido pré-arranjada e que o seu nome e até mesmo suas memórias podem não ser ela mesma. Com o progredir da série, ela aprende mais sobre os mistérios e problemáticos de Haven e a sua verdadeira identidade.
Ela e seu parceiro, o detetive Nathan Wuornos (Lucas Bryant), encontram-se muitas vezes enfrentando os problemas causados pelos problemáticos ou por outros problemas de ambos e os efeitos que isso causa. Para isso muitas vezes eles tem de tomar medidas drásticas contra alguns problemáticos que recusam ajuda ou simplesmente é muito tarde para ajudar.

## Personagens Principais

### Audrey Parker (Emily Rose)
É uma agente do FBI, sem quaisquer vínculos  pessoais ou quaisquer amizades conhecidas. Ela é órfã e nunca conheceu seus pais. Ela é enviada para Haven, Maine perseguindo um prisioneiro que escapou e ao chegar na cidade ela descobre que lá existem os problemáticos e as perturbações "The Troubles". Depois de resolver com êxito uma situação envolvendo uma problemática ela é convidada pelo Chefe Wuornos (Nicholas Campbell) a ficar em Haven, tanto por sua capacidade de "ver o que esta a sua frente" como por seu método compreensivo de lidar com pessoas atingidas pelos problemas. Audrey também parece Imune aos problemas, que faz com que ela esteja mais adaptada para ajudar os problemáticos. Inicialmente ela é "emprestada" ao Departamento  de Polícia de Haven, mas, eventualmente, sai do FBI a fim de ter um emprego permanente em Haven PD e continuar a ajudar a cidade com os problemáticos.
Audrey percebe estar fortemente ligada com Haven após ver um recorte de um jornal velho com o título "Who Killed The Kid Colorado?" (Quem matou a criança do Colorado?), tendo uma imagem de uma mulher chamada Lucy Ripley que se assemelha a ela fortemente. Audrey gasta muito de seu tempo ao investigar Lucy a também a possibilidade dela ser sua mãe,  mas ela descobre evidências de que Lucy pode, de fato, ser ela mesma à 27 anos atrás. Na temporada 1 finale, ela conclui que ela e Lucy são a mesma pessoa, momentos antes de uma mulher se identificar como "Special Agent Audrey Parker" (Agente especial Audrey Parker) e confrontar ela e Nathan. Após algum tempo Audrey descobre que ela e a Audrey #2 compartilham a mesma memória, ou talvez suas memórias são apenas a da Audrey #2. Após alguns Episódios Audrey #2 vai embora de Haven.
Audrey parece ter tido mais de uma vida passada, ao lado da evidência de que ela é na verdade Lucy Ripley. Quando ocorre mais um problema decorrente a uma problemática no episódio Medo e Delírio, há uma outra mulher, aparentemente, do passado que se parece com Audrey e Lucy. Quando Dave Teagues vê a problemática "Trouble" Jackie Clarke cujo problema é despertar o pior medo em quem a vê, ele se apavora ao ver uma mulher ruiva  com roupas do ano de 1950 e com o rosto de Audrey (onde mais tarde revela seu nome: Sarah Vernon). O medo de Dave provavelmente decorre de um surto anterior dos problemáticos "The Troubles" , então a pessoa que agora é Audrey parece voltar a cada 27 anos como outra pessoa onde tem uma nova personalidade e nunca se lembra de seu passado e de quem chegou a conhecer, em outra ocasião Audrey descobre que pode tocar piano apesar da verdadeira Audrey nunca sequer ter aprendido.
Em Business As Usual, Audrey finalmente conhece a verdadeira Lucy Ripley. Na década de 1980 Audrey, como Lucy Ripley, chegará em Haven e consecutivamente ajudará os problemáticos. A verdadeira Lucy explica que Audrey / Lucy descobriu algo sobre os problemas, como eles começaram e, possivelmente, como eles poderiam ser interrompidos. Fugindo de alguém que queria "apagar" a ela, Audrey / Lucy procurou a verdadeira Lucy, dizendo-lhe que um dia, ela (Audrey / Lucy) iria procurá-la. No final de um ciclo das Perturbações Audrey tem que entrar em um edifício que apareceu como um celeiro e assim sua memória seria apagada. No entanto, Audrey / Lucy se recusou a entrar no celeiro e tentou fugir, mas ela foi capturada e trazida para o celeiro, como explica Jordan McKee na queimada. Depois de saber que Simon Crocker foi um dos únicos que estavam perseguindo ela, Audrey confronta Duke, e a dupla descobre que a família Crocker tem tentado matá-la por algum tempo (Business As Usual). 
Mais tarde, os irmãos Teagues tem uma conversa que revela que a pessoa que é Audrey / Lucy visitou Haven antes sob o nome de Sarah Vernon. Sarah era uma enfermeira enviada para Haven por seu capitão, que é o agente Howard o mesmo agente de Audrey para cuidar de veteranos da Segunda Guerra Mundial. Quando Nathan volta no passado (1955) para procurar Duke ele acaba encontrando Sarah, ele e Sarah tem um breve relacionamento. The Kid Colorado (James Cogan) é o resultado deste breve relacionamento (Thanks for the Memories).

### Nathan Wuornos (Lucas Bryant)
Nathan é um agente da polícia local que se torna parceiro de Audrey. Ele não tem a sensação de toque. Seu relacionamento com seu pai, o Chefe de Polícia, Garland Wuornos, é problemática. Na verdade, Nathan descobre que ele não é seu verdadeiro pai na Temporada 1 finale, quando um homem chamado Max Hansen, que também não pode sentir dor, volta para a cidade. Conforme o tempo passa após a morte do chefe Wuornos, Nathan percebe que podia ter sido mais amigável e ter perguntado as coisas certas a ele enquanto ele ainda estava vivo podia assim ter compreendido melhor. Embora ele sempre será "o chefe", o termo que Nathan sempre usou para se referir a Garland, uma vez que a rejeição de um pai, torna-se um sinal de afeto.
Ele tem uma condição rara que ele chama de idiopática neuropatia (Conhecida no Brasil como Síndrome de Riley-Day) e, portanto, fisicamente não pode sentir nada, embora sua condição seja por conta dele ser um problemático. Nathan só pode sentir uma coisa: o toque de Audrey. Ele mantém esta informação para si mesmo até o final da Temporada 1, quando ele diz a ela. Como resultado, ele passa a sentir algo a mais por Audrey que aumenta ainda mais pelo fato deles trabalharem junto. Quando Nathan é enviado de volta a 1955, ele conhece encarnação anterior de Audrey, Sarah,  com quem tem um caso. Como resultado, Sarah fica grávida, fazendo Nathan o pai de seu filho, James Cogan ( Thanks for the Memories).
Quando crianças, Duke e seus amigos usaram o problema de Nathan para zombar dele. Um dos exemplos: Eles tinham uma competição para ver quantos tachas poderiam fixar nas costas de Nathan antes dele perceber. Eles, então, convencem Nathan a ir conversar com uma garota popular que ficou horrorizada quando ela viu sua condição. Nathan acusa Duke por desencadear o retorno de seu problema, uma vez que ressurgiu durante uma briga entre os dois. Por causa de seu passado, Nathan tem mágoa de Duke, embora o interesse mútuo pelo bem-estar de Audrey ajudou a melhorar esse relacionamento.
No Fear and Loathing ele tem temporariamente seu problema "roubado" pelo problemático Ian Haskell. Ele gosta e se sente completamente feliz ao ser capaz de sentir de novo, mas, quando confrontado com a morte iminente de Haskell, ele dá a sua chance de sentir para salvar Jackie Clark a partir do que ele considera ser um problema muito pior.
Nathan tenta se infiltrar entre os Guardiões, uma organização que protege os problemáticos, iniciando um relacionamento com a Jordânia McKee (Over my Head). Este caso termina depois que ela comete diversos atos maus incluindo sequestrar Ginger, uma criança problemática, e ameaçando Audrey. Incapaz de fazer com que Audrey pare de entrar no celeiro, Nathan  aponta uma arma e tenta forçar Agente Howard a ajudá-lo . Jordan  ao tentar impedir Nathan acaba atirando nele, que por sua vez dispara Howard.
Em Fallout, ele sai de Haven após ser alvo dos Guardiões para por atirar em Howard e interromper o fim das perturbações, ou seja, as perturbações continuam a acontecer. Após Duke voltar para Haven Nathan relutantemente se junta novamente ao Departamento de Polícia Haven para que ele possa usar os recursos da polícia, a fim de tentar encontrar Audrey, em troca de ajudar Dwight a lidar com as perturbações. Ele pretende deixar Audrey matá-lo, a fim de acabar com as perturbações de uma vez por todas.

### Duke Crocker (Eric Balfour)
Duke é um charmoso jovem malandro que dirige uma empresa de importação / exportação em seu barco, o Cape Rouge. Ele transporta coisas para a maioria das pessoas, se o preço é justo ele não se importa de saber o que é que ele está transportando. A polícia, incluindo Nathan, acreditam que ele é um contrabandista. Pessoas de reputação questionável, por vezes, vêm a ele para conseguir passagem tranquila para fora do país. Recentemente, com os problemas e com a aquisição do restaurante Grey Gull, ele assumiu uma atitude mais cívica para seus negócios.
Duke também foi o menino na imagem do "Colorado Kid". Ele e Nathan não se dão bem e ele parece estar apaixonado por Audrey, para irritação de Nathan. Ele assumiu o diner anteriormente propriedade de um amigo que foi forçado para fora do negócio por uma perturbação que faz parte da recente recorrência dos problemas. Vanessa Stanley, é uma problemática que ao tocar as pessoas ela prevê como essa pessoa morrerá, ao tocar Duke ela disse que ele iria morrer na mão de alguém com a mesma tatuagem (labirinto, o símbolo dos Guardiões) como a pessoa que matou o Colorado Kid. Em "Um Conto de Duas Audreys", é revelado que ele é casado com uma mulher chamada Evi.
Duke voltou para Haven por causa de seu pai, Simon Crocker, que lhe tinha feito a promessa de voltar se as perturbações "The Troubles" voltarem novamente. Ele não disse ao Duke os motivos, mas Duke tem cumprido a promessa. Duke descobre que seu pai foi morto durante o surto anterior das perturbações "The Troubles". O Rev. Ed Driscoll tem usado Evi para manipular Duke que ele acredita que será importante para lidar com as perturbações e com os problemáticos.
Depois de uma longa pesquisa, Duke, eventualmente, quebra o mistério de uma caixa de prata que ele e Evi encontram. Nele contém um número de artefatos e armas, bem como um diário da família. Ao ler o diário Duke descobre porque seu pai queria que ele retorne para Haven: matar a mulher agora conhecida como Audrey Parker. Duke então descobre que ele herdou as perturbações de seu pai: o poder de "destruir" outras perturbações (que seu pai se refere como "maldições") para que eles não sejam mais passadas para a próxima geração. O problema é que ele deve matar a pessoa para destruir a perturbação permanentemente. Quando um Crocker ferir ou matar alguém problemático, e o sangue do problemático entrar em contato com a pele de Duke faz com que ele entre em um estado parcialmente enfurecido, o que também aumenta drasticamente a sua força. Duke, no entanto, se recusa a ceder ao seu problema e enterra a caixa na sepultura de seu pai. Ele evita usar seu problema, exceto quando ele pode ser benéfico, por exemplo, quando ele resgatou Daphne.
Duke sempre teve uma afinidade com Audrey e, enquanto Nathan estava envolvido com a Jordânia McKee, quase floresceu em um relacionamento físico, mas, depois de um beijo intenso, no Colorado, Audrey pensou em não ir mais longe. Em "Thanks for the Memories" Duke mergulha no celeiro enquanto desaparece, pouco depois de admitir a Nathan que ele realmente esta apaixonado por Audrey. Duke emerge do celeiro e descobre que seis meses se passaram e que todos em Haven acreditam que ele esta morto. Ele ajuda Nathan a voltar para a cidade para ajudar os problemáticos e fica surpreso ao descobrir que, em sua ausência, seu irmão Wade tomou conta do bar.Quando Wade descobre que sua mulher o traiu, decide ficar na cidade com Duke ajudando seu irmão com o Grey Gull.

### Garland Wuornos (Nicholas Campbell)
É o chefe de Polícia em Haven. Ele é muito duro com seu filho, Nathan, e afirma que ele está tentando fortalecê-lo assim Nathan pode lidar melhor com os problemáticos e as perturbações. O Chefe passa a gostar de Audrey, porque ela pode lidar bem com as perturbações e as pessoas problemáticas e espera que esse talento ajude Nathan (O Chefe Garland sabe que Audrey na verdade já foi Lucy Ripley). Ele oferece a Audrey um trabalho com a Polícia  de Haven em troca de ajudá-la a descobrir sobre o assassinato do Colorado Kid e a identidade da mulher na foto. Mais tarde é revelado que ele é o pai adotivo de Nathan, que assumiu Nathan depois que seu pai verdadeiro, Max Hansen, foi investigado pelo assassinato do Colorado Kid.
Na Temporada 1 finale é revelado que o chefe Wuornos também é um problemático  "Troubled": as fissuras que são vistos ao redor de Haven são as manifestações de sua perturbação. Ele tinha sido capaz de controlar o seu problema até que Max Hansen voltou para a cidade. Isso o levou a perder o controle e pela primeira vez o farol fica rachado para cima, então uma rachadura aparece em uma estrada . Quando sua perturbação ficou fora de controle, ele quebrou em vários pedaços de pedras ao invés de causar a Haven mais destruições. Antes que isso aconteça, ele explica que ele tinha tentado esconder e segurar sua perturbação por um longo tempo, esperando apenas Audrey voltar a Haven, mas ele avisa a Audrey que nem todas as pessoas estão entusiasmadas por ela estar de volta.
Na 2 ª Temporada finale o fantasma de Garland Wuornos retorna para Haven, juntamente com um número de mortos de Haven. Ele se orgulha de Nathan e lhe dá ânimo para continuar, embora desencoraja os sentimentos de Nathan para com Audrey. Ela é muito importante e se envolver em algo poderia afetar as suas decisões e causar problemas para Haven. Ele sai com a morte de Kyle Hopkins, o coveiro problemático "Troubled" que foi responsável pela presença dos fantasmas.
Sua aparição mais recente foi no episódio (Sarah), onde ele é encontrado em ambas Haven,  a Haven alternativa onde ele está vivo e não morto e na época de 1955. No Haven alternativa, ele tenta ajudar Audrey e Claire a escapar e, em 1955, como um menino novo que esta sentado do lado de fora da delegacia de polícia de Haven, onde Nathan o encontra e diz que ele será um grande chefe um dia.

## Personagens de Apoio

### Vince Teagues (Richard Donat)
Vince ajuda no jornal local com seu irmão. Ele é o irmão mais reflexivo. Vince e seu irmão são muito úteis para Audrey e parecem ser algumas das pessoas mais espertas e atentas em tudo que ocorre em Haven. Ele também concorda em manter segredo sobre as perturbações e os problemáticos. Ele é um artista talentoso também. Sob seu exterior suave é uma pessoa que pode ser ameaçadora, como visto quando ele conversou com Max Hansen na primeira final da temporada. Nos episódios posteriores da 2 ª temporada, existe um conflito crescente entre Vince e seu irmão sobre as perturbações, com Vince apoiando Audrey e Nathan. Em "Over My Head", revela-se que, juntamente com seu irmão, ele é dono de quase metade dos comércios imobiliários em Haven, assim ele e seu irmão possuem milhões de dólares em contas bancárias off-shore. Em "Magic Hour", ele admite que ele e seu irmão tem manipulado Audrey e os outros, embora ele diz que foi para fins de beneficência. Em "Thanks for the Memories" Vince explica a Duke que ele é o líder dos Guardiões e tem protegido Duke daqueles Guardiões que querem o matar.
Vince mostrou que ele estava apaixonado por Sarah Vernon (Audrey na década de 1950), assim como seu irmão era.

### Dave Teagues (John Dunsworth)
Dave também ajuda o jornal local com seu irmão. Ele é o irmão mais impulsivo. Dave, como seu irmão, parece ser muito útil para Audrey e esta disposto a ajudá-la de qualquer maneira que puder. Ele também é um entusiasta da fotografia e um membro do clube de caça local. Nos episódios posteriores da 2 ª temporada, tem um conflito crescente entre Dave e seu irmão sobre as perturbações, com Dave falando que as habilidades de Duke para acabar com as perturbações poderiam vir a ser proveitosas. Em "Over My Head", revela-se que, juntamente com seu irmão, ele é dono de quase metade dos comércios imobiliários em Haven, assim ele e seu irmão possuem milhões de dólares em contas bancárias off-shore. Ele também é mais inclinado a manter as coisas em segredo, chocando-se com seu irmão, que está mais inclinado a divulgar informações para apoiar Audrey e os outros.
Em Business as Usual e outros episódios, é revelado que ele sabia que Audrey era Sarah na década de 1950 (a mulher que ele viu ao ver a problemática Jackie Clark) e poderia ter sido apaixonado por ela.Vince, Dave e Sarah tentaram explodir o celeiro em 1955, mas sem sucesso.

### Dwight Hendrickson (Adam copeland)

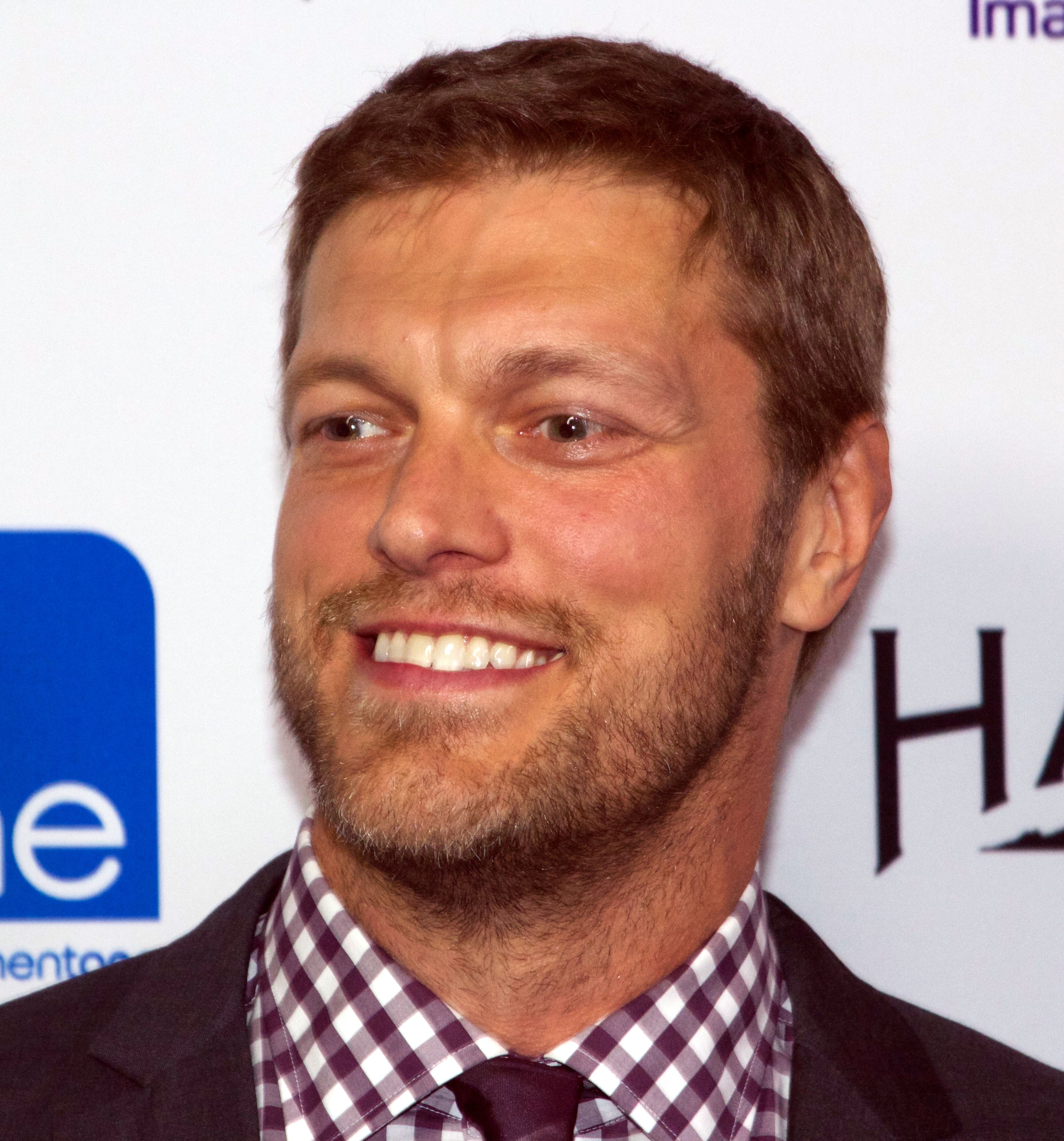
Adam Copeland mais conhecido como Edge no papel de Dwight Hendrickson.

É um residente misterioso em Haven que Nathan só soube após a morte de seu pai. Era ele quem ajudava o chefe com as consequências de incidentes causados pelos problemáticos, trabalhando como um "faz-tudo". Durante a sua primeira aparição em Sparks e Recreação , ele orgulhosamente cita o chefe dizendo: "Eu sou Dwight, eu limpo as coisas" depois Audrey perguntou-lhe se ele faz tanto elétrica e trabalhos de construção. Dwight é também "um ex-guarda florestal do exército derrubado por uma perturbação no Afeganistão." Depois que ele salva Nathan de um dos homens armados no exterior da delegacia de Haven ele acaba revelando que tem uma perturbação e que sua perturbação acaba atraindo balas para seu corpo em um raio de 10 km. Mais tarde, ele explica sua perturbação para Duke. Dwight carrega uma mágoa de seu pai que mesmo que seu pai soubesse sobre sua perturbação ele recusou-se a falar para Dwight e deixou que ele fosse para o Afeganistão como um soldado (onde acabou desencadeando sua perturbação). Dwight veio para Haven através do convite dos Guardiões, uma organização cujo objetivo é ajudar os problemáticos.
Durante a busca por Rory Campbell, que havia desaparecido na floresta, foi revelado que Dwight teve uma filha chamada Lizzie. Em uma série de webisodes, Dwight explica que ela morreu quando os membros dos Guardiões vieram para lidar com ele. O tumulto emocional desencadeia a perturbação de sua filha e Lizzie é morta por uma bala perdida.
Vince apontou-o como chefe da delegacia de Haven depois que Nathan sai da cidade e passa seis meses se escondendo dos Guardiões. Dwight tem sido confrontado com lidar com as consequências da tempestade de meteoros, as perturbações, o desaparecimento de Nathan, e as possíveis mortes de Audrey e Duke. Menciona-se que uma grande quantidade de moradores de Haven perderam a esperança e ele foi encarregado de tentar manter a cidade de Haven unida. Quando Nathan retorna, Dwight contrata-o como um detetive na polícia, mas Nathan assinala que a sua permanência ali é apenas temporária até que ele encontre Audrey.

## Desenvolvimento e produção

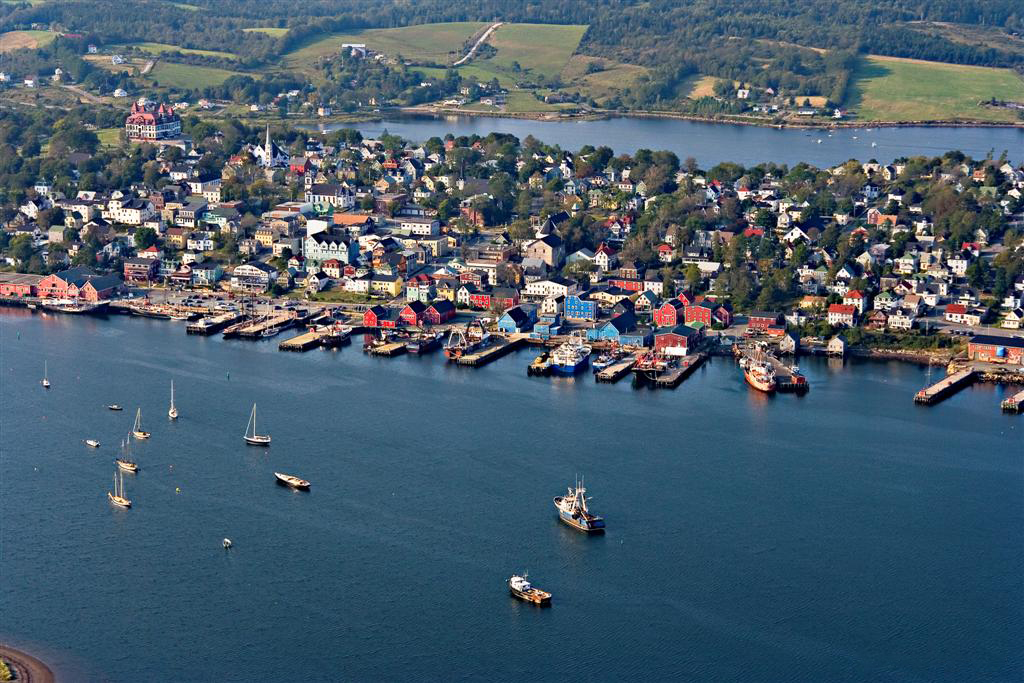
Vista de Lunenburg. A linha costeira pode ser vista em vários episódios de Haven.

A Setembro de 2009, E1 Entertainment, anunciou que está a trabalhar com Stephen King para desenvolver uma série televisiva baseada em sua novela The Colorado Kid. A empresa de entretenimento mandou direto o conceito da novela para série, com treze episódios planejados.. A Novembro de 2009, Syfy anuncia que adquiriu as séries.
O episódio principal foi escrito por Sam Ernst e Jim Dunn. A Fevereiro de 2010, Emily Rose foi direccionada para desempenhar o papel de Audrey Parker.. Eric Balfour e Lucas Bryant foram incluídos a Março.
A emissora canadense Canwest Global Communications adquire os direitos das séries a Março.
A Abril de 2010, Adam Kane assume a direcção do enredo.
A produção começou a 20 de Abril em Halifax, Nova Escócia e áreas vizinhas.. A filmagem ocorrera primeiramente em Chester, Nova Escócia e depois na província canadense da costa, a incluir Lunenburg,
A estreia da série, "Welcome to Haven", foi ao ar pela Syfy nos Estados Unidos a 9 de Julho de 2010, e no Canadá pela Showcase a 12 de Julho.. A exibição da série está disponível para outros mercados internacionais desde Outubro de 2010.
A 7 de Outubro de 2010, A Syfy anuncia que as séries foram renovadas com uma nova temporada com treze episódios.